# Raptrix
Genre
 Raptrix  est un genre d'insectes, de  l'ordre des Mantodea, de la famille des Acanthopidae, sous-famille des Acontiothespinae et de la tribu des Acontistini.

## Dénomination
Ce genre a été décrit par l'entomologiste Walter R. Terra en 1995.

## Taxinomie
Seules quatre espèces sont reconnues :
- Raptrix intermedia  (Lombardo & Marletta, 2004)
- Raptrix multistriata  (Serville, 1839)
- Raptrix occidentalis   (Lombardo & Marletta, 2004)
- Raptrix perspicua  (Fabricius, 1787)

Synonymie pour cette espèce
Raptrix elegans  (Saussure, 1869)
Raptrix fusca   (Olivier, 1792)
Raptrix fuscata  (Stoll, 1813)
Raptrix multistriata (Serville, 1839)
Raptrix truncata  (Fabricius, 1793)
- Raptrix westwoodi  (Saussure & Zehntner)